# 許作屏
许作屏（1761年—1819年），字子锦，一字画山，福建福州光禄坊许厝里人。清朝官员。

## 生平
许作屏生于书香之家，为明末清初书画家许友玄孙。许作屏自少聪颖好学，18岁进学，22岁中乡试，乾隆五十五年（1790年）中式三甲进士。以知县即用，后授山东曲阜县知县。上任未满一月，母丧丁忧去职。服阙，分发奉天，署广知知县，赈灾救民。改岫岩州知州。因积劳成疾，回籍休养，在家乡结社吟诗。嘉庆二十四年（1819年）七月病卒。葬福州北门外大夫岭金峰山。著作有《青阳堂文集》、《拜云楼诗》以及《端溪砚史》二卷。